# مذبحة الإسكندرية
مذبحة الإسكندرية أو حادث المكاري والمالطي حادثة اشتباكات بين مواطنين مصريين وبعض الجاليات الأجنبية وقعت في 11 يونيو  1882 في الإسكندرية في عهد الخديوي توفيق، وتم تدبيرها من قبل بريطانيا وفرنسا لإيجاد الذريعة لاحتلال مصر.

## تاريخ
وقعت هذه الحادثة في 24 رجب 1299 هـ / 11 يونيو 1882م وكان سببها حدوث شجار بين مكاري مصري (مرافق لحمار نقل) من مالطة من رعايا بريطانيا حول اجره الركوب فما كان من المالطي الا أن طعن المصري طعنه قاتله ، فشب نزاع وسرعان ما تطورت تلك المشاجرة البسيطة إلى أحداث عنف ضد الأوربيين المقيمين في الإسكندرية وقتل فيها حوالي خمسين أوربيا و 250 مصري وأصيب خلالها أيضا أحد ضباط الأسطول البريطاني.

## دوافع الحادث
بعد الثورة العرابية ووصل الإسكندرية في يوليو 1882 كل من الأسطول الإنجليزي والأسطول الفرنسي للتدخل إذا لزم الأمر,

أخذ الأجانب في مصر يهاجرون إلي الإسكندرية ليصبحوا تحت رعاية وحماية الأسطولين وعلي مقربة منهما وأخذوا يستعدون للقتال ضد الأهالي، وعقد قناصل الدول في الإسكندرية عدة اجتماعات سرية تشاوروا فيها حول كيفية تأليف قوة دفاع أوروبية في المدينة ضد الأهالي وقد علم الأهالي بهذه الاستعدادات وقيام الأوروبيين بشراء الأسلحة فتوجسوا خيفة وازداد شعور السخط علي الدول الأوروبية ورعاياها وازدادت عوامل الفتنة.

وقامت بريطانيا وفرنسا باشعال فتيل الفتنة من اجل التشكيك في قدرة الأمن المصري علي حماية المصالح الأجنبية في مصر وإحراج عرابي. وهذا ما يستدعي قيام بريطانيا وفرنسا التدخل العسكري في مصر.

تشير أيضا بعض أصابع الاتهام إلى تواطؤ الخديوي توفيق في هذه الحادث بواسطة عمر لطفي باشا محافظ الإسكندرية وقتها من أجل عزل أحمد عرابي من منصبه.

## توابع الحادث
تشكلت بعدا وزارة جديدة ترأسها إسماعيل راغب، واستمر عرابي في نظارة الجهادية، وقامت الوزارة بتهدئة النفوس، وعملت على استتباب الأمن في الإسكندرية، وتشكيل لجنة للبحث في أسباب المذبحة، ومعاقبة المسئولين عنها. و في يوم 11 يوليو 1882 قام الاسطول الإنجليزي بضرب الإسكندرية ودك الطوابى التي اعدها عرابى وبذلك تمكن البريطانيين من دخول الإسكندرية واحتلالها، وانسحب و عرابى وقواته من الإسكندرية واتجه جنوبا إلى كفر الدوار، وقامت القوات البريطانية بالتقدم بعد انسحاب عرابى وقواته و ظلت تطارده حتى وصل إلى منطقة قناة السويس. و في 13 سبتمبر 1882 هجمت القوات البريطانية على عرابى وجيشه فجرا بطريقة مباغته في منطقة التل الكبير وحدثت معركة انتهت إلى هزيمة جيش عرابى والقبض عليه .